# Vrhovina (Republika Serbska)
Vrhovina (cyr. Врховина) – wieś w Bośni i Hercegowinie, w Republice Serbskiej, w mieście Sarajewo Wschodnie, w gminie Sokolac. W 2013 roku liczyła 31 mieszkańców.